# Andreas Steiner (Leichtathlet)
Andreas Steiner (* 31. März 1964 in Innsbruck) ist ein ehemaliger österreichischer Weitspringer.
Bei den Leichtathletik-Weltmeisterschaften 1987 und den Olympischen Spielen 1988 schied er in der Qualifikation aus.
1987 sowie 1988 wurde er Österreichischer Meister und 1986 Österreichischer Hallenmeister.

## Persönliche Bestleistungen
- Weitsprung: 8,30 m, 4. Juni 1988, Innsbruck
  - Halle: 7,69 m, 8. Februar 1986, Wien